# Mojków (Grabiszyce Średnie)
Mojków – część wieś Grabiszyce Średnie w Polsce, położona w województwie dolnośląskim, w powiecie lubańskim, w gminie Leśna.

## Położenie
Mojków to obecnie część Grabiszyc Średnich, leżąca w ich północnej części, na wysokości około 330–350 m n.p.m.

## Podział administracyjny
W latach 1975–1998 Mojków administracyjnie należał do województwa jeleniogórskiego.

## Historia
Mojków został założony w 1731 roku przez czeskich eksulantów. W 1737 roku doszło do zatargu mieszkańców z właścicielem miejscowości i część z nich wyemigrowała przez Berlin do Stanów Zjednoczonych. W XIX wieku wieś nie rozwijała się, w 1825 roku były tu 34 domy i kaplica ewangelicka. Od połowy XIX wieku liczba domów i mieszkańców nieco spadła, ostatecznie w 1870 roku pozostało około 25-29 budynków.

Po 1945 roku Mojków nadal wyludniał się, a po reformie administracyjnej 1973 roku został włączony w obręb Grabiszyc Średnich. W 1978 roku było tu 15 indywidualnych gospodarstw rolnych.

## Zabytki
Do wojewódzkiego rejestru zabytków wpisane są obiekty:
- zbór braci czeskich, obecnie kaplica rzymskokatolicka pw. Matki Bożej Różańcowej, pochodząca z 1731 roku.